# من کنجکاوم (آبی)
من کنجکاوم (آبی) (انگلیسی: I Am Curious (Blue)) فیلمی سوئدی به کارگردانی ویلگوت خومان است که در سال ۱۹۶۸ منتشر شد. در این فیلم لنا نیمان در نقشی با نام خودش بازی می‌کند. این فیلم کاری همسو با من کنجکاوم (زرد) محصول سال ۱۹۶۷ است که هردو در ابتدا قرار بود یک فیلم سه و نیم ساعته باشند. نام این دو فیلم به دو رنگ پرچم سوئد اشاره دارد. آبی نسخهٔ دوم زرد است که قبل و پس از آن رخ می‌دهد و سبکی محزون‌تر و طنزآمیزتر از آن دارد.